# 山路正国
山路 正国（やまじ まさくに）は、戦国時代から安土桃山時代にかけての武将。柴田勝家の家臣。通称は将監。

## 生涯

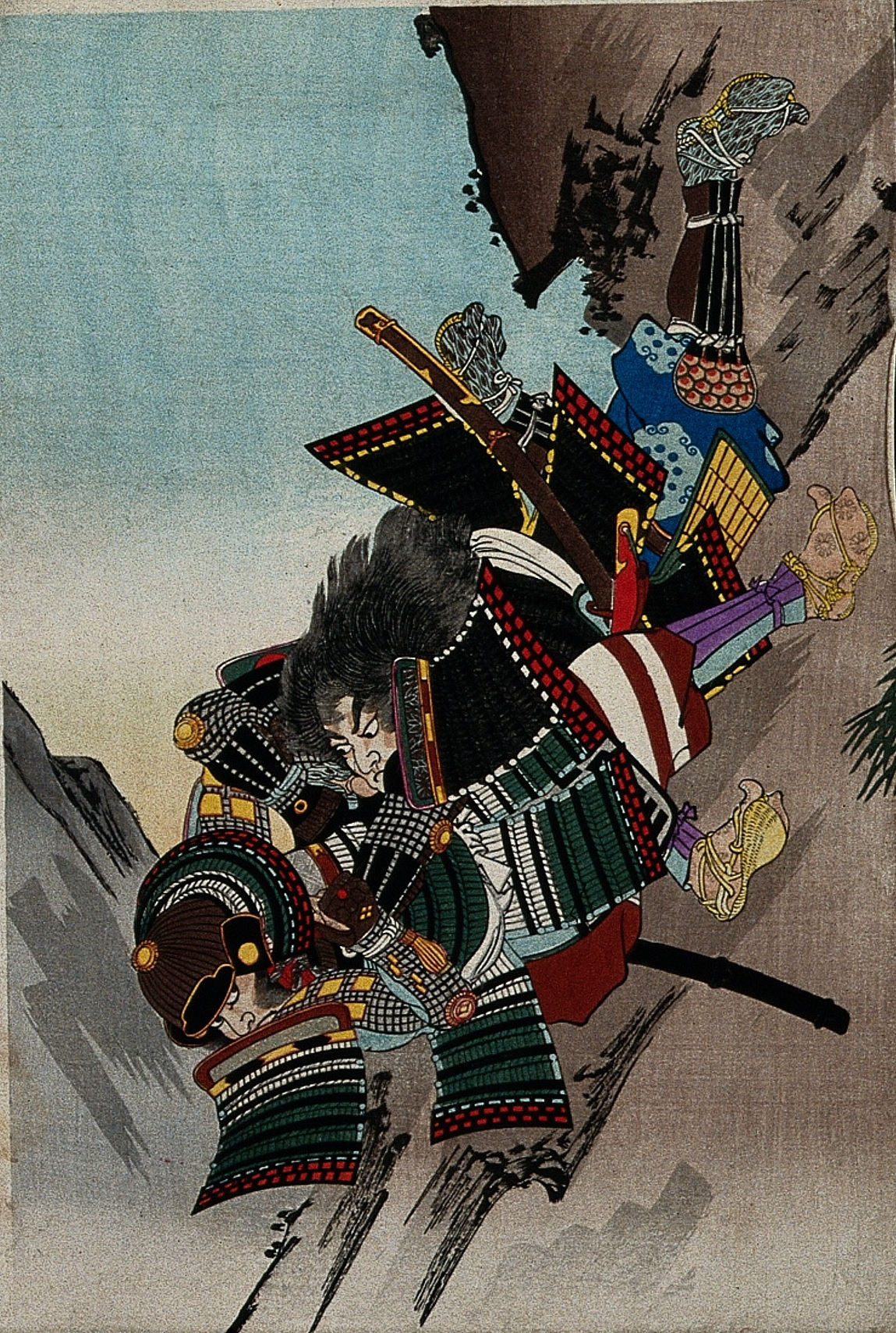
楊洲周延筆「賤ヶ嶽合戦 加藤虎之助 山路將監」

天文15年（1546年）、神戸具盛の家臣・山路正幽の次男として生まれる。
永禄10年（1567年）、織田信長が伊勢国北部に侵攻し、山路一族の守る高岡城が攻撃される。兄の弾正は具盛と共に織田軍に降伏したが、その後自害に追い込まれた。
正国は織田信長の重臣である柴田勝家に仕え、信長死後の清洲会議で近江国長浜城主となった勝家の養子・柴田勝豊の家老として仕えた。
天正10年（1582年）12月、羽柴秀吉（豊臣秀吉）の攻撃を受けて、勝豊と共に降伏した。天正11年（1583年）の賤ヶ岳の戦いでは、病気のために出陣できない勝豊に代わって軍を率いて羽柴方として参戦したが、4月13日に佐久間盛政の調略を受けて柴田方に寝返った。その後、盛政の部隊の一員として共に羽柴軍に奇襲をかけて一時は成功したものの、4月21日に秀吉の反撃を受けて佐久間軍は壊滅し、正国は秀吉の家臣・大塩金右衛門の手の者、八月一日(はずみ)五左衛門に首を取られる。または加藤清正に討ち取られた。享年38。